# Stomacontion insigne
Stomacontion insigne är en kräftdjursart. Stomacontion insigne ingår i släktet Stomacontion och familjen Lysianassidae. Inga underarter finns listade i Catalogue of Life.